# 克萊普爾 (亞利桑那州)
克萊普爾（英語：Claypool）是位於美國亞利桑那州希拉縣的一個人口普查指定地區。根據2010年美國人口普查，該地人口為1538人，而該地的面積約為3.04平方千米。

## 地理
克萊普爾的座標為33°24′31″N 110°50′51″W / 33.40861°N 110.84750°W，而該地最高點為海拔高度1014米（即3327英尺）。